# Åfjorden
Åfjorden  è un fiordo situato nella contea di Trøndelag, nella parte centrale della Norvegia.

## Descrizione
Il fiordo è lungo 15 km e si trova nel territorio comunale della municipalità di Åfjord. Il centro comunale è posto ad Årnes, che si trova proprio in fondo al fiordo.
L'Åfjorden si unisce al Lauvøyfjorden tra il villaggio di Lysøysundet e l'isola di Lauvøya, dopodiché sbocca nel Mare di Norvegia. 
Il fiordo termina nelle tre baie di Monstadbukta a Monstad ad ovest, Stenkarbukta nel mezzo e Svalan a est. I fiumi Stordalselva e Norddalselva sfociano nel fiordo.